# تاتسويا أوكاموتو
تاتسويا أوكاموتو (باليابانية: 岡本 達也) (19 سبتمبر 1986 في شيزوكا في اليابان – )؛ هو لاعب كرة قدم ياباني سابق كان يلعب كمهاجم.

## وصلات خارجية
- تاتسويا أوكاموتو على موقع رابطة كرة القدم اليابانية للمحترفين (اليابانية)
- تاتسويا أوكاموتو على موقع قاعدة بيانات كرة القدم.إي يو (الإنجليزية)
- تاتسويا أوكاموتو على موقع Soccerway.com (الإنجليزية)
- تاتسويا أوكاموتو على موقع عالم كرة القدم.نت (الإنجليزية)